# David DeMaría
David Jiménez Pinteño (Jerez de la Frontera, Cádiz; 20 de enero de 1976), conocido como David DeMaría, es un cantante y compositor español. Ha vendido más de un millón de copias a lo largo de su carrera.

## Biografía
Hijo de Fernando Jiménez y María José Pinteño. Nació en Jerez de la Frontera, Cádiz, Andalucía. Tras sacarse el graduado escolar, se sacó el título de auxiliar en Formación Profesional de Electricidad. Poco más tarde, se empezó a interesar por la literatura, la poesía y la música. Sus influencias musicales se encuentran entre el flamenco puro, y grupos y artistas como Mecano, El Último de la Fila, Nacha Pop, The Beatles, Queen, Pink Floyd, entre otros.
A los 14 años empezó como cantante y músico en el grupo "Kelliam 71" –David (voz y guitarra), Nene (batería), Sergio (teclados), Frank (teclados) y Paco (guitarra)–, en el que permaneció seis años. El grupo creaba temas propios y de vez en cuando hacían versiones de temas conocidos de El Último de la Fila, y The Beatles, entre otros. También grabaron un disco que no se llegó a publicar. Durante estos años, DeMaría aprendió a tocar la guitarra y adquirió experiencia sobre el escenario.
A los 19 años emprendió su carrera en solitario y en 1997 sacó su primer disco homónino, David DeMaría. Con este disco no obtuvo el éxito esperado, a pesar de que canciones como Amor multiplicado por dos fueran de las más escuchadas.

## Carrera

### Éxito nacional
Tras un segundo cambio de discográfica, en 2001 publicó su tercer álbum El color del destino, con el que se consolidó como compositor ya que once de los doce temas del disco son propios. Este mismo año alcanzó su primer éxito multiplatino de la mano del grupo gaditano Los Caños quienes interpretaron un tema compuesto íntegramente por él, y que anteriormente había sido descartado por varias discográficas, Niña, piensa en ti. A este se siguieron otros éxitos como Sin decirnos nada y Agua de Luna. David descubrió en la composición una salida a su creatividad por lo que en 2002 y 2003 se dedicó a escribir temas para artistas como David Bustamante, Alejandro Parreño, Chonchi Heredia, Malú, Tamara, Enkay e incluso compuso varios temas para distintos musicales como Aladdin o Peter Pan, el musical, y para la serie juvenil Al salir de clase.
En 2003, con el lanzamiento de su cuarto disco Sin miedo a perder, vendió más de 90.000 copias con las que obtuvo el disco de oro. Este disco refleja su evolución personal y profesional. En él se encuentran doce temas que muestran la sencillez, el romanticismo y la sensibilidad de David DeMaría, y también cuenta con la colaboración de Antonio Orozco con quien canta Pétalos marchitos. Además, David rinde un homenaje a uno de sus grupos favoritos, El último de la fila, versionando el tema "Aviones plateados". Con la publicación de este álbum encontró en Warner Music la discográfica que editaría sus posteriores trabajos.
Con su quinto álbum, Barcos de papel, publicado en 2004, alcanzó el triple de disco de platino (con más de 300.000 copias vendidas). Producido por él mismo junto con su productor habitual Pablo Pinilla. Con este disco se ha confirmado definitivamente como uno de los cantautores españoles más importantes. El primer sencillo extraído, Precisamente ahora, fue galardonado con el Premio Ondas a la mejor canción del año 2004. La exitosa gira que realizó con este disco dio como fruto la grabación de David DeMaría en concierto. Gira Barcos de papel. Además, el éxito cosechado por su quinto disco, le permitió hacer una gira por varios países hispanoamericanos.

### Consolidación
En 2005 le otorgan el galardón Jerezanísimos, reconocimiento de los oyentes de Radio Jerez Cadena SER. Un David muy emocionado, recogió este galardón en un acto organizado en las Bodegas Williams & Humbert. En sus palabras de agradecimiento, no quiso olvidarse de Radio Jerez, que le apoyó desde los inicios de su carrera artística, y del que se siente un miembro más. También en 2005 participa en un disco de homenaje a Joan Manuel Serrat cantando el tema Cantares (Serrat, eres único. Volumen 2).
Tras haber recibido durante estos dos últimos años un gran reconocimiento por su carrera musical, el 27 de marzo de 2007 lanza su sexto trabajo de estudio Caminos de ida y vuelta. Este disco refleja el momento de plenitud y reafirmación que vive en la actualidad.
Recibe el Premio Ondas 2006 al mejor álbum, por Caminos de ida y vuelta, recibió el galardón de manos de su admirado Alejandro Sanz.
En enero de 2007 el Ayuntamiento de Jerez lo nombra Rey Mago, David vuelve a su infancia desde la carroza de reyes magos, en una de las mejores cabalgatas que recuerda la ciudad de Jerez de la Frontera, en el papel de Rey Baltasar. David aprovechó la ocasión, para ayudar a los más necesitados de la ciudad, con la celebración de una gala especial en el Teatro Villamarta de Jerez.
El 30 de octubre de 2007 publica su álbum La fuerza de la voluntad, en el que recoge sus 10 años de carrera además de 3 temas inéditos: El perfume de la soledad, Dueña de este mar y La fuerza de la voluntad. El álbum se presenta en varias ediciones, entre las que destaca el CD acompañado del vídeo de un concierto de su gira "Caminos de Ida y Vuelta".
El 29 de septiembre de 2009 salido a la venta Relojes de arena, su disco con mayor calidad en cuanto sonoridad, y con letras que denuncian que, en sus propias palabras "todo va demasiado deprisa, nos cansamos muy pronto de las cosas que ayer nos ilusionaban…". El disco incluye la colaboración de la cantante India Martínez.
En febrero de 2010 publica una reedición de Relojes de arena. Directo desde el Palau, con varias colaboraciones de artistas destacados del panorama musical español como Chenoa, Antonio Orozco, Vanesa Martín e India Martínez.
En 2011 publica un disco recopilatorio, Postdata, de canciones propias, que otros artistas han cantado, como Malú, David Bisbal, Hugo Salazar, etc.
En 2013 regresa tras dos años con su disco "Otras Vidas" e inicia su gira en Jerez de la frontera, su ciudad natal.
DeMaría junto con la cantante Leire Martínez, interpretan el tema principal y original de la película Ocho apellidos vascos, estrenada en marzo de 2014. Para el año 2015 está preparando su nuevo disco de estudio, del cual ya podemos disfrutar su primer sencillo el Aire de Andalucía.
En 2016 luego de tres años, sale a la luz su nuevo disco "Séptimo Cielo", álbum que muestra una fuerza renovada, nacido de nuevas experiencias personales incluyendo su nuevo rol como padre. El primer sencillo del disco es la canción  "Y si te vas" que cuenta con un videoclip grabado en el parque natural de la Bahía de Cádiz.
En 2020 se confirma su participación en La Voz Senior España como asesor, compartiendo rol con Alex Ubago, Cami y Pitingo.
El 6 de marzo de 2020 saca su primer sencillo llamado 'Maneras de Pensar' de su nuevo disco 'Capricornio'.

## Vida personal
En el año 2011 comenzó una relación con la que es su mánager actualmente, Lola Escobedo, con la cual se casó en 2014 en la iglesia de San Miguel, en la que el cantante tomó la comunión en su tierra, Jerez de la Frontera. En 2015 la pareja tuvo un hijo el día 20 de diciembre, al cual llamaron Leonardo Jiménez Escobedo.

## Discografía

### Álbumes de estudio
- 1997: David DeMaría
- 1999: Soñar despierto
- 2001: El color del destino
- 2003: Sin miedo a perder
- 2004: Barcos de papel
- 2006: Caminos de ida y vuelta
- 2009: Relojes de arena
- 2011: Posdata
- 2013: Otras Vidas
- 2016: Séptimo Cielo
- 2018: 20 Años
- 2020: Capricornio
- 2022: A Estas Alturas del Partido - 25 Años

### Álbumes recopilatorios
- 2006: Discografía completa 1997-2005
- 2007: La fuerza de la voluntad: Grandes Éxitos (CD recopilatorio + 3 temas inéditos)

### Álbumes en DVD
- 2005: David DeMaría en concierto. Gira Barcos de papel
- 2010: Relojes De Arena, Directo desde el Palau

### Colaboraciones y duetos
- Aprendiendo a sufrir, dúo con Abigail. Incluido en El color del destino y La fuerza de la voluntad.
- Aprendiendo a sufrir, en el programa Las mil y una noches, dúo con Sussana del Río
- Cada vez que estoy sin ti, dúo con Esmeralda Grao. Incluido en La fuerza de la voluntad
- Cada vez que estoy sin ti, en directo, dúo con Vanesa Martín. Incluido en Relojes de Arena, directo desde El Palau
- Enamorada, en directo, dúo con Malú. Incluido en Por una vez de Malú y más tarde en La fuerza de la voluntad
- Mi trocito de vida, dúo con Pastora Soler. Incluido en Barcos de papel - Edición especial gira y La fuerza de la voluntad
- Se nos rompió el amor, en el programa Nacidas para cantar en homenaje a Rocío Jurado
- Hoy la vi, dúo con Los Caños. Incluido en La fuerza de la voluntad
- Cantares, tema de Serrat. Incluido en La fuerza de la voluntad
- Paloma que pierde el vuelo, canción para el disco Paloma que pierde el vuelo
- Ausencia de olvido, inédito para La fuerza de la voluntad
- Desnuda la verdad, dúo con Aguadeluna. Incluido en La fuerza de la voluntad
- Un camino, una razón, dúo con Estrella. Incluido en "La fuerza de la voluntad"
- Durmiendo sola, dúo con Vanesa Martín. Incluido en "La fuerza de la voluntad"
- Durmiendo sola, en directo, dúo con Vanesa Martín. Incluido en "Trampas, reedición" de Vanesa Martín
- Miradas cruzadas, dúo con Diana Navarro. Incluido en "Caminos de ida y vuelta"
- Pétalos marchitos, dúo con Antonio Orozco. Incluido en "Sin miedo a perder, reedición" y versión en directo incluida en "Relojes de arena directo desde el Palau"
- Guía de mi luz, dúo con India Martínez. Incluido en "Relojes de arena" y versión en directo incluida en "Relojes de arena directo desde El Palau"
- Que yo no quiero problemas, directo, dúo con Chenoa incluido en "Relojes de arena en directo desde El Palau"
- Amar es lo que quiero, directo, dúo con David Bisbal.
- Himno de Andalucía, colaboración con Pastora Soler y Vanesa Martín.
- La puerta de Alcalá, dúo con Malú.
- Y ahora, dúo con Manuel Carrasco.
- La magia del corazón, dúo con David Bustamante.
- Me cuesta tanto olvidarte, dúo con Ana Torroja.
- Niña, piensa en ti, dúo con Antonio Orozco.
- Barcos de papel, dúo con Arcángel.
- Es por ti, dúo con María Castro. Concierto "Por un fin, juntos por el Sahara".
- Corazón encadenado, dúo con María José. Incluido en "Amante De Lo Bueno".
- Chow Chow, con los Mojinos Escozíos. Incluido en "Mená Chatruá".
- La última batalla, con Medina Azahara. Incluido en "La Memoria Perdida".
- No te marches jamás, con Leire Martínez. B.S.O. "Ocho apellidos vascos".
- Mejor por dentro, con  La Mari de "Chambao"

### Como compositor
Algunas de sus composiciones más destacadas son las siguientes:
- Como un ángel; Días de sol; Enamorada; La ley de los hombres; Si estoy loca; Siempre tú – Malú
- Durmiendo sola - Vanesa Martín
- Amar es lo que quiero – David Bisbal
- La magia del corazón; Enamorados; Nos sorprendió el amor; Viviste enamorada– David Bustamante
- Más mujer - Marta Sánchez
- Hoy la vi; agua de luna; sin decirnos nada; niña piensa en ti - Los Caños
- En la madrugá – Pastora Soler
- Que no muera el amor – Pastora Soler
- La huella de tu adiós – Tamara
- Quién vive en tu piel - Edith Márquez
- Quien vive en tu piel – Sergio Rivero
- Rojo – Hugo
- Shalala; Lluvia en el corazón; Perdido en el paraíso – Alejandro Parreño
- Si aun me quieres - Leo
- Cuando tu me besas – Carlos Barroso
- Tres de la madrugada – Nika
- Vivire, moriré – Manuel Carrasco
- Cada anochecer; en secreto- Tess

### Musicales
- Aladdin el musical
- Peter Pan el musical
- Disco de la serie Al salir de clase
- Programa Operación Triunfo (varias canciones como Catorce de febrero, Lucharé hasta el fin).

## Filmografía

### Programas de televisión
| Año  | Programa          | Emisora                  | Rol      | Ref.  |
| ---- | ----------------- | ------------------------ | -------- | ----- |
| 2019 | Gente Maravillosa | Castilla-La Mancha Media | Invitado | [ 1 ] |
| 2020 | La Voz Senior     | Antena 3                 | Asesor   | [ 2 ] |
| 2022 | ¡Viva la fiesta!  | Telecinco                | Invitado |       |

## Literatura
En 2018 escribe un libro de poemas.